# Sœurs missionnaires de Marie Secours des Chrétiens
Les sœurs missionnaires de Marie Secours des Chrétiens sont une congrégation religieuse féminine enseignante, hospitalière et catéchiste de droit pontifical. 

## Historique
Mgr Stefano Ferrando (1895 - 1978) missionnaire salésien et évêque du diocèse de Shillong fonde en 1942 une communauté de femmes catéchistes autochtones pour se consacrer aux missions dans les zones rurales de son diocèse, le 24 octobre 1942, Ferrando admet à la profession religieuse les huit premières aspirantes sous le nom de missionnaires catéchistes de Shillong et obtient l'approbation de la congrégation pour la doctrine de la foi qui érige la congrégation en institut de droit diocésain. La formation du premier groupe de religieuses est confiée aux Filles de Marie-Auxiliatrice.
Le 24 mai 1948 (fête de Marie Auxiliatrice) avec l'approbation des constitutions, la congrégation change de nom pour celui de sœurs missionnaires de Marie, Secours des Chrétiens. L'institut reçoit l'approbation de Paul VI le 21 mai 1977 et fait partie de la famille salésienne depuis le 27 juin 1986.

## Activités et diffusion
Les sœurs coopèrent avec le clergé diocésain par la visite aux paroisses des villages les plus isolés, l'ouverture des oratoires et l'enseignement du catéchisme, elles se consacrent aussi à l'éducation, aux soins de santé et œuvres social, aux orphelins et aux malades.
Elles sont présents dans la plupart des États de l'Inde.
La maison généralice est à Guwahati dans l'État indien de Assam.
En 2017, la congrégation comptait 1268 sœurs dans 195 maisons.